# SS Pennarossa
Die SS Pennarossa (vollständig: Società Sportiva Pennarossa) ist ein san-marinesischer Fußballverein aus der Gemeinde Chiesanuova. Der Verein nimmt am Ligabetrieb der nationalen Meisterschaft, dem Campionato Sammarinese di Calcio, teil.

## Geschichte
Der Verein wurde 1968 gegründet. 2003 sicherte er sich mit dem Gewinn der Trofeo Federale seinen ersten Titel. Im darauffolgenden Jahr gewann er die san-marinesische Meisterschaft und den nationalen Pokal, die Coppa Titano. 2005 wiederholte er den Pokalgewinn.

## Erfolge
- Campionato Sammarinese di Calcio: 1
2004
- Coppa Titano: 2
2004, 2005
- Trofeo Federale: 1
2003

## Europapokalbilanz
| Saison  | Wettbewerb | Runde                  | Gegner                  | Gesamt | Hin     | Rück    |
| ------- | ---------- | ---------------------- | ----------------------- | ------ | ------- | ------- |
| 2004/05 | UEFA-Pokal | 1. Qualifikationsrunde | FK Željezničar Sarajevo | 1:9    | 1:5 (H) | 0:4 (A) |

Gesamtbilanz: 2 Spiele, 2 Niederlagen, 1:9 Tore (Tordifferenz −8)